# Hawaiian Super Prix
O Hawaiian Super Prix seria uma etapa extra-campeonato da temporada de 1999 da CART. A corrida seria disputada no dia 13 de novembro num circuito montado no Aeroporto de Kalaeloa, em Kapolei, no Havaí.

## Antecedentes
Richard Rutherford, um ex-engenheiro automotivo da Califórnia que chegou a trabalhar como diretor da ARS (atual Indy Lights), manifestava interesse em levar uma corrida para o Havaí - em 1993, chegou a tentar fazer uma corrida de Can-Am que teria, entre os participantes, nomes como Michael Andretti, Kyle Petty, Bill Elliot, Michael Schumacher e Riccardo Patrese, e pagaria 1 milhão de dólares ao vencedor. Ninguém se interessou em financiar o projeto, que viria a ser arquivado.
Entre 1994 e 1998, Rutherford pretendia levar a CART ao arquipélago, e em novembro de 1998, formalizou a parceria com David Grayson, que arranjou 30 milhões de dólares através da Frontier Insurance Group, e Phil Heard, que seria o diretor do evento. O então presidente da CART, Andrew Craig, e o governador do Havaí, Ben Cayetano, também engajaram-se no projeto, que sairia do papel em fevereiro de 1999.

## Corrida e premiação
Para a corrida, os organizadores decidiram convidar os 12 primeiros colocados da temporada, além de 4 pilotos convidados. A premiação total seria de 10 milhões de dólares - destes, 5 eram destinados ao vencedor e 250 mil ao pole-position. A corrida seria disputada em 2 baterias de 1 hora cada, e durante o intervalo, shows musicais, desfiles, apresentações aéreas e sorteio de prêmios aos espectadores eram realizados.
Abaixo os 11 pilotos da CART que participariam do Hawaiian Super Prix:
| Pos. | Nº. | Piloto               | Equipe              |
| ---- | --- | -------------------- | ------------------- |
| 1    | 4   | Juan Pablo Montoya   | Chip Ganassi Racing |
| 2    | 27  | Dario Franchitti     | Team KOOL Green     |
| 3    | 26  | Paul Tracy           | Team KOOL Green     |
| 4    | 6   | Michael Andretti     | Newman/Haas Racing  |
| 5    | 7   | Max Papis            | Team Rahal          |
| 6    | 40  | Adrián Fernández     | Patrick Racing      |
| 7    | 11  | Christian Fittipaldi | Newman/Haas Racing  |
| 8    | 5   | Gil de Ferran        | Walker Racing       |
| 9    | 12  | Jimmy Vasser         | Chip Ganassi Racing |
| 11   | 44  | Tony Kanaan          | Forsythe Racing     |
| 12   | 8   | Bryan Herta          | Team Rahal          |

A morte de Greg Moore no GP de Fontana abriria uma vaga para seu companheiro de equipe, Patrick Carpentier (Tony Kanaan e Bryan Herta subiriam uma posição). A escolha dos pilotos de outras categorias ficaria a critério da organização - entre os principais nomes, figuravam Al Unser, Jr., Scott Pruett e Robby Gordon, que se despediram da CART no mesmo ano, além de ex-pilotos (aposentados ou não, como Alessandro Zanardi e Jacques Villeneuve, que estavam na Fórmula 1). Porém, a proposta foi engavetada pelos organizadores.

## Problemas
Entretanto, vários problemas começaram a minar o Hawaiian Super Prix: inicialmente, a demora na confirmação da realização da prova. Especialistas definiram que seria melhor a corrida ser disputada em novembro de 2000, para que tudo fosse feito com mais tranquilidade e planejamento. Rutherford e sua equipe acreditavam que tudo ficaria pronto a tempo.
Outra questão foi a transmissão, feita em pay-per-view: Rutherford fez um acordo com o Showtime, para que o canal transmitisse o evento, cobrando 20 dólares. Várias empresas recusaram-se a patrocinar o HSP em resposta à decisão. Para complicar, a audiência não era favorável ao PPV: enquanto as corridas da CART registravam índices Nielsen (correspondente ao IBOPE no Brasil) entre 1,4 e 1,9 ponto de média, número baixo se comparado à audiência da NASCAR.
A data de realização da corrida foi outro fator que atrapalhou a organização: em 13 de novembro, Fresno e Universidade do Havaí disputariam a partida de futebol americano mais esperada pela população do arquipélago. Para piorar a situação, o Showtime iria exibir a luta entre Evander Holyfield e Lennox Lewis.
A falta de dinheiro e de interesse por parte da mídia e dos espectadores fariam com que o HSP tornasse um fracasso: as estimativas de 50 mil pessoas caiu para 14 mil e, posteriormente, para 7 mil. Em agosto, o Showtime rescindiu o contrato com a organização e Richard Rutherford correu atrás de um outro canal para exibir a corrida. ABC e ESPN, que também transmitiam a CART, não aceitaram o convite. Restou a Rutherford fazer um acordo às pressas com o Speedvision, canal especializado em automobilismo que, mais tarde, viria a se tornar o Speed.
Porém, a situação era complicada: Rutherford deixou o cargo de CEO para Phil Heard, que teria de resolver uma série de problemas. Ele chegou a pensar em abandonar o convite aos pilotos de outras categorias e reduzir a premiação para 8 milhões de dólares (4 milhões ao vencedor), decisão que foi bastante criticada.
Em outubro, um conflito envolvendo trabalhadores do porto de Honolulu e empresas de transporte marítimo, que traziam ao arquipélago nada menos que 90% de tudo o que havia na ilha, interrompeu a construção do circuito. Não havia aço necessário para levantar as arquibancadas e apenas 20.000 dos 50.000 lugares foram finalizados. Sem alternativa, Heard decidiu cancelar o Hawaiian Super Prix.

## Links
- Official site – Internet Archives
- The Racing Line – Mapa do circuito